# Dobrze się kłamie w miłym towarzystwie
Dobrze się kłamie w miłym towarzystwie (wł. Perfetti sconosciuti) – włoski komediodramat z 2016 roku w reżyserii Paola Genovese, dotykający problemów małżeńskich par w średnim wieku. Nagrodzony podwójnym Davidem di Donatello: dla najlepszego włoskiego filmu roku oraz za najlepszy scenariusz.

## Fabuła
Grupa starych przyjaciół spotyka się na kolacji, w czasie której mają zamiar podziwiać zaćmienie Księżyca. Postanawiają położyć na środku stołu swoje telefony komórkowe i publicznie odczytywać SMS-y, o ile jakiś nadejdzie podczas wieczoru. To samo dotyczy przychodzących rozmów oraz zdjęć. Nikt nie przewidział, jak potoczy się wieczór i jak SMS-y wpłyną na życie znajomych.

## Obsada
- Marco Giallini jako Rocco
- Kasia Smutniak jako Eva
- Edoardo Leo jako Cosimo
- Alba Rohrwacher jako Bianca
- Valerio Mastandrea jako Lele
- Benedetta Porcaroli jako Sofia
- Giuseppe Battiston jako Peppe
- Anna Foglietta jako Carlotta

## Nagrody
Obraz był nominowany w dziewięciu kategoriach do nagrody przyznawanej przez Włoską Akademię Filmową w 2016. Statuetkę przyznano w kategorii dla najlepszego filmu oraz za najlepszy scenariusz (Filippo Bologna, Paola Mammini, Paolo Costella, Paolo Genovese, Rolando Ravello).

## Remake'i
Film doczekał się następujących remake’ów:
| Kraj             | Tytuł                                               | Premiera             | Informacje dodatkowe                                       |
| ---------------- | --------------------------------------------------- | -------------------- | ---------------------------------------------------------- |
| Grecja           | Teleioi xenoi                                       | 15 września 2016     | reż. Thodoris Atheridis (Θοδωρής Αθερίδης)                 |
| Hiszpania        | Perfectos desconocidos                              | 27 listopada 2017    | reż. Álex de la Iglesia                                    |
| Turcja           | Cebimdeki Yabanci                                   | 2 lutego 2018        | reż. Serra Yilmaz                                          |
| Indie            | Loudspeaker                                         | 10 sierpnia 2018     |                                                            |
| Francja          | Le Jeu                                              | 17 października 2018 | reż. Fred Cavayé                                           |
| Korea Południowa | Wanbyeokhan ta-in (완벽한 타인)                     | 31 października 2018 | reż. J.Q. Lee                                              |
| Węgry            | Búék                                                | 6 grudnia 2018       |                                                            |
| Meksyk           | Perfectos desconocidos                              | 25 grudnia 2018      |                                                            |
| Chiny            | Kill mobill (手机狂响)                              | 29 grudnia 2018      | reż. Miao Yu                                               |
| Rosja            | Loud Connection (Громкая связь)                     | 14 lutego 2019       | reż. Aleksiej Nużnyj; w 2020 powstał sequel Обратная связь |
| Armenia          | Unknown subscriber (Անհայտ բաժանորդ)                | 5 września 2019      |                                                            |
| Polska           | (Nie)znajomi                                        | 16 września 2019     | reż. Tadeusz Śliwa i Katarzyna Sarnowska                   |
| Niemcy           | Das perfekte Geheimnis                              | 31 października 2019 | reż. Bora Dağtekin                                         |
| Wietnam          | Blood Moon Party (Tiệc trăng máu)                   | 23 października 2020 |                                                            |
| Japonia          | Adult's Situation (おとなの事情 スマホをのぞいたら) | 8 stycznia 2021      |                                                            |
| Rumunia          | Complet Necunoscuti                                 | 24 lipca 2021        | reż. Octavian Strunilă                                     |
| Holandia         | Alles op tafel                                      | 4 listopada 2021     |                                                            |
| Czechy/Słowacja  | Známi neznámi                                       | 16 grudnia 2021      |                                                            |
| Izrael           | Zarim Mushlamim                                     | 27 października 2021 | reż. Li’or Aszkenazi                                       |
| Liban/Egipt/ZEA  | As'hab… wa'la a'az                                  | 20 stycznia 2022     | reż. Wissam Smayra                                         |
| Norwegia         | Full Dekning                                        | 25 lutego 2022       | reż. Arild Andresen                                        |
| Indonezja        | Perfect Strangers                                   | 20 października 2022 | reż. Rako Prijanto                                         |
| Islandia         | Wild Game (Villibráð)                               | 6 stycznia 2023      | reż. Elsa Jakobsdottir                                     |
| Dania            | Hygge!                                              | 26 października 2023 | reż. Dagur Kári                                            |

W fazie przygotowania:
| Kraj              | Tytuł | Premiera | Informacje dodatkowe |
| ----------------- | ----- | -------- | -------------------- |
| Szwecja           | TBA   |          |                      |
| Katar             | TBA   |          |                      |
| Stany Zjednoczone | TBA   |          |                      |